# Berthout

Stammwappen der Familie Berthout

Die Berthout waren ein aus Brabant stammendes Adelsgeschlecht. 
Walter I. besaß Gebiete in Grimbergen und im Kempenland. Der Krieg Walters III. gegen Brabant führte 1159 zur Zerstörung der Burg von Grimbergen. Die Familie schränkte die Herrschaft der Bischöfe von Lüttich über Mechelen ein und wurde Herren von Mechelen. Sie stifteten der Deutschordenskommende in Pitsenburg. Sie waren Verbündete der Herzöge von Brabant. Die Hauptlinie erlosch 1331 mit dem Tod von Floris, dessen Tochter Sophie mit Rainald II. von Geldern verheiratet war. Eine Seitenlinie der Herren von Duffel bestand noch bis spätestens 1367 fort.

## Stammliste
1. Walter I. (* um 1076; † 1120)
  1. Gerhard († 1131)
    1. Walter III. (* 1100/25; † 1180)  ⚭ Margarete von Grimbergen, Tochter von Gerhard I. von Grimbergen
      1. Walter IV. (* 1130; † 1201) ⚭ Bonne von Looz († nach 1200), Tochter von Ludwig I., Graf von Looz
        1. Walter V. (* nach 1150; † 1221), starb auf dem Kreuzzug von Damiette ⚭ Sophie
          1. Walter VI. (* 1175/1200; † 1243); Herr von Mechelen ⚭ Adelaide von Enghien († nach 1225); Tochter von Engelbert IV, Herr von Enghien
            1. Walter VII. († nach 1286), Herr von Mechelen ⚭ nach 1238 Maria von Auvergne (* vor 1225; † 1280); Tochter von Wilhelm X., Graf von Auvergne
              1. Walter VIII. (* um 1250; ⚔ 1288), Herr von Mechelen (gefallen in der Schlacht von Worringen) ⚭ 1271 Alix von Guînes († nach 1311), Tochter von Arnold III., Graf von Guînes
                1. Walter VIII. († 1294) Herr von Mechelen
                2. Johann (* nach 1250; † um 1304), Herr von Mechelen ⚭ Blanche von Brabant († 1327/31) Tochter von Gottfried, Herr von Aerschot
                3. Egidius († 1310), Herr von Mechelen ⚭ Maria von Looz, Tochter von Johann I., Graf von Looz

              2. Floris (* nach 1275; † 1331), Herr von Mechelen ⚭ Mechthild von der Mark, Tochter von Engelbert I., Graf von der Mark
                1. Sophia († 1329) ⚭ Rainald II. (* um 1295: † 1343) Herzog von Geldern

              3. Wilhelm (⚔ 1301), Bischof von Utrecht
              4. Mathilde († 1306) ⚭ 1276 Moritz von Craon
              5. Sophie († 1299) ⚭ 1266 Heinrich V. († 1268), Herr von Breda

            2. Heinrich († 1283), Kastellan von Mons
            3. Egidius († nach 1288)
            4. Arnold († 1226)

          2. Heinrich I. († nach 1235), Herr von Duffel
            1. Heinrich II. († um 1271), Herr von Duffel ⚭ Imaine († nach 1272), Herrin von Malstede
              1. Heinrich III. († 1332), Herr von Duffel, ⚭ (1) Mathilde, Herrin von Zelem, ⚭ (2) Beatrix von Rotselaer († nach 1329)
                1. (2) Heinrich IV. († vor 1367), Herr von Duffel ⚭ Margareta († 1367), Tochter des Arnold IV., Herr von Wesemaal
                  1. Katharina, Erbin von Duffel ⚭ Dietrich von Horne, Herr von Perwez

                2. (2) Johann († 1349), Herr von Thielen

            2. Jakob († 1275), Kanoniker und Archidiakon in Tournai
              1. Heinrich
                1. Katharina ⚭ Johann von Cuyk, Herr von Hoogstraten

          3. Egidius I. († nach 1235), Herr von Berlaer ⚭ Katharina († nach 1235)
            1. Egidius II. († vor 1245), Herr von Berlaer ⚭ Helvis († nach 1282), Tochter des Gilles, Herr von Barbançon
            2. Ludwig († vor 1271)
              1. Johann († nach 1305), Herr von Grammene, ⚭ vor 1278 Maria, Tochter des Arnold von Mortagne, Kastellan von Tournai

            3. Gottfried († nach 1245)

        2. Egidius/Gilles (* vor 1180; † 1241), Teilnehmer des Kreuzzug von Damiette, ab 1239 Ritter des Deutschen Ordens ⚭ Katharina von Bailleul, Witwe des Balduin von Grammenes, Kämmerer von Flandern
          1. Gilles
          2. Ludwig

  2. Walter II. (* nach 1050; † 1147/50)